# OCBC Centre
L’OCBC Centre est un gratte-ciel de bureaux de 198 mètres de hauteur construit à Singapour de 1970 à 1976.
L'immeuble a été conçu dans un style brutaliste par l'agence BEP Akitekt Private Limited et par l'agence Pei Cobb Freed & Partners des américains Ieoh Ming Pei et de Henry N. Cobb.
Les singapouriens le surnomme la 'calculatrice' à cause de son aspect plat et des fenêtres qui ressemblent à des touches.

## Autres caractéristiques
L'immeuble a coûté 38 032 183 $.
À son achèvement c'était le deuxième plus haut immeuble de l'Asie du sud-est.